# 副榜
副榜，有時也可稱乙榜（不能和鄉試的別稱混淆），是中國和越南科舉的一種出身。

## 中國
明清時期，鄉試副榜是貢生的一種來源，又稱副貢；明朝永樂年間曾設會試副榜，之後時設時停。
清朝沿襲，會試副榜到康熙三年停罷，雍正、乾隆年間又有模式相近的「明通榜」；鄉試副榜則行至清末。

## 越南
阮朝明命十年（1829年）庭試（殿試）始設副榜，又稱乙榜。庭試三期皆得十分以上的貢士爲進士，某期得四分至九分，其餘二期皆得十分以上的貢士爲副榜。